# ど根性ガエルの娘
『ど根性ガエルの娘』（どこんじょうガエルのむすめ）は、大月悠祐子による日本の漫画。実話を元にしたエッセイ漫画、『週刊アスキー』（KADOKAWA）を経てウェブコミックサイト『ヤングアニマルDensi』→ アプリ『マンガPark』（白泉社）にて連載された。

## 概要
1970年代に『少年ジャンプ』（集英社）で連載され、2度のアニメ化と実写ドラマ化もされた名作『ど根性ガエル』の作者・吉沢やすみと家族を、実娘の大月が忌憚なく描くエッセイ漫画。第25話で一区切りがつき、第26話より大月本人と夫の大井昌和を中心に描く。
ウェブのみで展開されるようになった『週刊アスキー』（KADOKAWA）で連載をしていたが評価は芳しくなく、第10話掲載時点で全12話で打ち切られる予定だった。KADOKAWAから単行本第2巻出版の話もあったが、出版することで刷り部数の少なさが明確になることで他紙への移籍ができなくなるため断っている。その後は掲載の場を求めて他社を当たり、大月の夫の大井昌和から話を受けたヤングアニマル編集部の熱烈なアプローチに応える形で『ヤングアニマルDensi』に移籍した。2017年8月から2020年4月までは白泉社の漫画作品全てを取り扱うポータルサイト兼スマホアプリ『マンガPark』に移籍して継続した。
吉沢が『ど根性ガエル』の終了後に漫画家を続けることが困難になり、ギャンブルに熱中した後に失踪、帰宅後は家庭内暴力（DV）や家族からの金品着服を行い、家庭崩壊に至ったことが記されている。特に第15話はネットで大きな反響を呼び、掲載日は『ヤングアニマルDensi』への接続が困難になるほどであった。これを受け白泉社は、電子書籍でのみ刊行していた1・2巻を紙の単行本としても刊行した。なお、その後の単行本は、3・4・5巻が電子・紙の同時発売、6・7巻が電子版のみ発売となっている。

## 登場人物
大月悠祐子（おおつき ゆうこ）/ ゆうこ
作者にして語り手。本名は「優子」。幼少期は周囲の大人から「碌な大人にならない」と言われ学校では同級生からいじめの標的にされていた。また、家庭内では暴力を振るい金品を着服する吉沢に加え、母親からは大月が家族の輪を壊すと決めつけられ虐待を受けていた。その影響で一時期ひきこもりや摂食障害となったこともある。
大井昌和と結婚しているが子供ができたら「自分も両親と同じことをする」という理由で大井との間に子供はいない。
某誌の編集長に見込まれ連載を開始するがこの編集長によって精神的に追い詰められるようになり、仕事中の大井に毎日何時間も愚痴の電話を入れて大井をなじるなど、そのストレスを大井にぶつけるようになる。その結果一時は夫婦不仲に陥り、2013年に大井から「自分は大月からDVを受けている、だから家には戻らない」とメールを送られ、自殺を考えるほど追い込まれる。大井との関係修復のため受けたカウンセリングにより、大月はアダルトチルドレンだと診断される。

吉沢やすみ（よしざわ やすみ）
父。漫画家で『ど根性ガエル』の作者。連載終了後はスランプに入り、漫画が描けなくなる。『ど根性ガエル』で稼いだ金は全てギャンブルや酒で使い果たした挙句、家庭内暴力を振るうようになった。自身の父親もギャンブルで破滅している。
第1話では大月との関係がある程度修復していたかのように描かれていたが、第15話の対談時に大月の態度に激怒して一時中断しており、家族関係の歪みが残っていたことが判明した。自身が漫画にされることに対して「オレはどう言われても構わない」「好きにやれ」と容認している。
2016年7月に脳卒中で倒れ、一命は取り留めたものの左半身完全麻痺と視覚障害の後遺症を負う。ノーチェックだった単行本3巻該当分の原稿を読み、「本当に起こったことをそのまま描き過ぎだ」と穏やかな顔で告げ「西原理恵子のようにユーモアを交えオブラートに包め」「このまま描き続けたら皆から憎まれる」などとアドバイスした他、妻に自らの過ちを泣きながら認めた。

吉澤文子（よしざわ ふみこ）/ ふみこ
母。吉沢とは恋愛結婚でダメンズ好き。看護師をしていた。若いころは美人だったようで、娘が思春期を迎えてからも若く描かれる。
娘にも一見優しく接していたが、吉沢が再び失踪することを怖れている。家庭の輪を崩す大月の訴えを無視し、腐った食材を食べるよう強要するなど吉沢とは別の形で虐待を行っていた。大井と結婚した大月に孫をせがむが上記の理由で拒否され「お母さんが産んでよ」と三行半を突きつけられた。
現在は大月とのわだかまりが多少解けているようであり、吉沢が脳卒中で倒れたことに関しても漫画に描くように助言する。

吉澤康宏（よしざわ やすひろ）/ やっちん
弟。既婚者で一児の父。本職はレントゲン技師。父との付き合い方については学生時代に割り切っており、それが出来ない姉を内心馬鹿にしていた。間接的に両親の姉への虐待に加担していた一方、姉を吉沢のようにさせまいと漫画家になることを反対していた母に対して「（姉に）漫画を描かせてやれ」と説得した他、本作で描かれた自分を見て「俺が格好良すぎる」「恰好悪くしていいから」と姉に意見する一面も見せた。

大井昌和（おおい まさかず）
大月の夫で、同じく漫画家。大月からこれまでのことを全て聞いていることが示唆されており、本作を描くことを応援している。
本作では吉沢やすみとよく似た風貌に描かれており、結婚する際、母に父にそっくりと言われ大月もそれを認めている。
大月に子供のように甘える仲睦まじい結婚生活を送っていたが、大月に涙を流して痙攣するまでなじられるなど大月のストレスの捌け口にされ続けた結果、大月に暴力を振るってしまうほど精神的に追い詰められ、2013年に「自分は大月からDVを受けている、だから家には戻らない」「DVをしたことを告白してカウンセリングを受けてください」とメールを送り家を出て行ってしまう。このことが大月にカウンセリングを受けることを決意させる。

O野木（おおのぎ）
『ヤングアニマル』副編集長。大井と面識があり、打ち切りの話を聞き、担当雑誌での連載を提案した。

担当T
KADOKAWA社員で『週刊アスキー』に掲載していた時代の担当編集者。本名は明かされていない。
連載に際しては「酷い話を読者は読みたくないだろう」として、「感動の家族再生ストーリー」の煽り文句を付けた。しかし、単行本1巻の売上は芳しくなく、単行本2巻で打ち切りが決定。大月に「僕は『ど根性ガエルの娘』を売りたかったです」と泣きながら打ち切りを伝える。
大月がそれ以降の続きを描くため、単行本の2巻は出さず原稿を引き上げ、移籍先を探す意向を伝えた際は、会社は関係なく個人の意思として「もしどうしても移籍先が見つからなかったときは自分が他社の編集を紹介する」「続きを描いてください」と大月を激励した。

## 書誌情報
- 大月悠祐子『ど根性ガエルの娘』KADOKAWA/アスキー・メディアワークス、全1巻（未完・絶版）
  1. 2015年11月26日発売 ISBN 978-4-04-869418-6
KADOKAWA版は吉沢やすみと大月悠祐子の特別対談が収録されているが、白泉社版では大月と大島永遠の対談（前編）に差し替えられている。
第15話にて、吉沢と大月の対談の内容はKADOKAWAの改竄（編集による介入）が行われていることが明かされている[9]。

| 巻数 | 電子書籍発売日 | 書籍発行日    | ISBN                   |
| ---- | -------------- | ------------- | ---------------------- |
| 1    | 2016年11月1日  | 2017年2月17日 | ISBN 978-4-592-14796-1 |
| 2    | 2016年11月1日  | 2017年2月17日 | ISBN 978-4-592-14797-8 |
| 3    | 2017年6月29日  | 2017年6月29日 | ISBN 978-4-592-14798-5 |
| 4    | 2018年3月29日  | 2018年3月29日 | ISBN 978-4-592-14799-2 |
| 5    | 2019年1月29日  | 2019年1月29日 | ISBN 978-4-592-16165-3 |
| 6    | 2020年8月7日   | -             | -                      |
| 7    | 2020年8月7日   | -             | -                      |